# Terek
Terek (gruz. თერგი, Tergi; ros. Терек, Tieriek; czecz. Теркa, Terka) – rzeka na Kaukazie Północnym. Jej długość wynosi 623 km; dorzecze zajmuje powierzchnię 43,2 tys. km². 
Źródła znajdują się w Wielkim Kaukazie na stokach Pasma Głównego (Wododziałowego). Rzeka przepływa przez terytorium Gruzji i Rosji (Osetia Północna, Czeczenia i Dagestan). W Pasmie Bocznym tworzy przełom zwany Wąwozem Darialskim (dł. ok. 3 km, głębokość do 1000 m). 
Uchodzi do Morza Kaspijskiego deltą o powierzchni ok. 4 tys. km² - u jej ujścia znajduje się Półwysep Agrachański. Delta Tereku jest jedną z najszybciej powiększających się delt na świecie: jej długość przyrasta nawet o 500 m rocznie.
Główne dopływy Tereku to Małka, Ardon, Uruch (lewostronne) oraz Sunża (prawostronny).
Rocznie rzeka przenosi od 9 do 26 mln ton materiału zawiesinowego. Jest wykorzystywana do nawadniania (kanał Terek-Kuma) i produkcji energii (hydroelektrownie w górnym biegu).
Główne miasta leżące nad rzeką to Kizlar, Mozdok i Władykaukaz. Doliną rzeczną przechodzi Gruzińska Droga Wojenna (Władykaukaz–Tbilisi).